# Kəmərqaya
Kəmərqaya è un comune dell'Azerbaigian situato nel distretto di Daşkəsən. Conta una popolazione di 322 abitanti.